# غالت (كاليفورنيا)
غالت (بالإنجليزية: Galt )‏ هي إحدى مدن مقاطعة ساكرامينتو، كاليفورنيا. تم إعطاءها لقب مدينة في 16 أغسطس، 1946.

## التركيبة السكانية
حدّد مكتب تعداد الولايات المتحدة بيانات التركيبة السكانية لغالت في تعداد الولايات المتحدة. في ما يلي، التركيبة السكانية حسب تعدادي 2000 و2010.

### تعداد عام 2000
بلغ عدد سكان غالت 19,472 نسمة بحسب تعداد عام 2000، وبلغ عدد الأسر 5,974 أسرة وعدد العائلات 4,885 عائلة مقيمة في المدينة. في حين سجلت الكثافة السكانية 1,108.3 نسمة لكل كيلومتر مربع (2,870.5/ميل2). وبلغ عدد الوحدات السكنية 6,211 وحدة بمتوسط كثافة قدره 353.5 لكل كيلومتر مربع (915.6/ميل2).
وتوزع التركيب العرقي للمدينة بنسبة 70.49% من البيض و1.16% من الأمريكيين الأفارقة و1.05% من الأمريكيين الأصليين و2.84% من الأمريكيين ذوي الأصول الآسيوية و0.16% من سكان جزر المحيط الهادئ و18.57% من الأعراق الأخرى و5.74% من عرقين مختلطين أو أكثر و33.20% من الهسبانيون أو اللاتينيون من أي عرق.
بلغ عدد الأسر 5,974 أسرة كانت نسبة 53.8% منها لديها أطفال تحت سن الثامنة عشر تعيش معهم، وبلغت نسبة الأزواج القاطنين مع بعضهم البعض 65.1% من أصل المجموع الكلي للأسر، ونسبة 11.6% من الأسر كان لديها معيلات من الإناث دون وجود شريك، بينما كانت نسبة 5.1% من الأسر لديها معيلون من الذكور دون وجود شريكة وكانت نسبة 18.2% من غير العائلات. تألفت نسبة 14.5% من أصل جميع الأسر من عدة أفراد يعيشون في نفس المنزل ونسبة 6.5% كانت تتألف من شخص يعيش بمفرده يبلغ من العمر 65 عاماً أو أكثر. وبلغ متوسط حجم الأسرة المعيشية 3.23، أما متوسط حجم العائلات فبلغ 3.57.
بلغ العمر الوسطي للسكان 30.6 عاماً. وكانت نسبة 34.4% من القاطنين تحت سن الثامنة عشر، وكانت نسبة 8.1% بين الثامنة عشر والرابعة والعشرين عاماً، ونسبة 32.3% كانت واقعةً في الفئة العمرية ما بين الخامسة والعشرين والرابعة والأربعين عاماً، ونسبة 16.2% كانت ما بين الخامسة والأربعين والرابعة والستين، ونسبة 8% كانت ضمن فئة الخامسة والستين عاماً فما فوق. يوجد لكل 100 أنثى 98.1 ذكر، ويوجد لكل 100 أنثى في الثامنة عشر من عمرها فما فوق 95.6 ذكر.
بلغ متوسط دخل الأسرة في المدينة 45,052 دولارًا، أما متوسط دخل العائلة فبلغ 47,845 دولارًا. وكان متوسط دخل الذكور 38,258 دولارًا مقابل 26,541 دولارًا للإناث. وسجل دخل الفرد الخاص بالمدينة 16,620 دولارًا. وكانت نسبة 8.5% من العائلات ونسبة 10.6% من السكان تحت خط الفقر، وكان من هؤلاء نسبة 14.2% تحت سن الثامنة عشر ونسبة 6.7% في الخامسة والستين من العمر وما فوق.

### تعداد عام 2010
بلغ عدد سكان غالت 23,647 نسمة بحسب تعداد عام 2010، وبلغ عدد الأسر 7,262 أسرة وعدد العائلات 5,791 عائلة مقيمة في المدينة. في حين سجلت الكثافة السكانية 1,345.9 نسمة لكل كيلومتر مربع (3,485.9/ميل2). وبلغ عدد الوحدات السكنية 7,678 وحدة بمتوسط كثافة قدره 437 لكل كيلومتر مربع (1,131.8/ميل2).
وتوزع التركيب العرقي للمدينة بنسبة 66.14% من البيض و1.82% من الأمريكيين الأفارقة و1.53% من الأمريكيين الأصليين و3.45% من الأمريكيين ذوي الأصول الآسيوية و0.46% من سكان جزر المحيط الهادئ و20.44% من الأعراق الأخرى و6.17% من عرقين مختلطين أو أكثر و42.77% من الهسبانيون أو اللاتينيون من أي عرق.
بلغ عدد الأسر 7,262 أسرة كانت نسبة 48.4% منها لديها أطفال تحت سن الثامنة عشر تعيش معهم، وبلغت نسبة الأزواج القاطنين مع بعضهم البعض 61% من أصل المجموع الكلي للأسر، ونسبة 12.3% من الأسر كان لديها معيلات من الإناث دون وجود شريك، بينما كانت نسبة 6.4% من الأسر لديها معيلون من الذكور دون وجود شريكة وكانت نسبة 20.3% من غير العائلات. تألفت نسبة 16.1% من أصل جميع الأسر من عدة أفراد يعيشون في نفس المنزل ونسبة 7.5% كانت تتألف من شخص يعيش بمفرده يبلغ من العمر 65 عاماً أو أكثر. وبلغ متوسط حجم الأسرة المعيشية 3.24، أما متوسط حجم العائلات فبلغ 3.62.
بلغ العمر الوسطي للسكان 32.4 عاماً. وكانت نسبة 31.1% من القاطنين تحت سن الثامنة عشر، وكانت نسبة 9.6% بين الثامنة عشر والرابعة والعشرين عاماً، ونسبة 26.8% كانت واقعةً في الفئة العمرية ما بين الخامسة والعشرين والرابعة والأربعين عاماً، ونسبة 22.9% كانت ما بين الخامسة والأربعين والرابعة والستين، ونسبة 9.6% كانت ضمن فئة الخامسة والستين عاماً فما فوق. وتوزع التركيب الجنسي للسكان بنسبة 49.3% ذكور و50.7% إناث.